# Miquel Barceló i Perelló
Miquel Barceló i Perelló (Felanitx, Mallorca, 1939 - Portocolom, Mallorca, 23 de novembre del 2013) va ser un catedràtic mallorquí d'Història medieval de la Universitat Autònoma de Barcelona i expert en les societats andalusines.
Va cursar els estudis superiors a la Universitat de València, on es va interessar principalment pels llegats araboberbers d'Al-Àndalus, que van ser els temes dels seus primers treballs d'investigació. Durant la dècada del 1960 va ser professor universitari als Estats Units, però el 1970 va tornar a Europa a causa d'una malaltia, i s'establí a Barcelona, on va començar a treballar i va seguir investigant.
A través d'Encarnació Viñas, dona del poeta Josep M. Llompart, es va iniciar en la cultura catalana, i amb els anys va fer la carrera de filologia romànica a Barcelona, amb professors com José Manuel Blecua, Martí de Riquer i Antoni Badia i Margarit. Va estar vinculat des dels inicis a la revista d'història L'Avenç.
El seu gran tema d'estudi va estar la societat andalusina, i la seva destrucció a través de la dita «reconquesta» cristiana. Al respecte, va qüestionar intel·lectualment la noció de la irreversibilitat de la unitat espanyola, associada a la noció de «reconquista» per la historiografia espanyola des de mitjan segle xix. Com a investigador va dedicar una atenció especial a l'arqueologia medieval, i als sistemes hidràulics de les societats andalusines, amb prospeccions a les Balears, a Andalusia i al Iemen. Amb Arqueología medieval. En las afueras del ‘medievalismo' (Crítica, 1988) va iniciar una sèrie de llibres, que recullen els seus estudis sobre arqueologia hidràulica. A més, va reflexionar sobre l'extermini de societats no europees, en articles a L'Avenç, L'Espill i a Faventia, i en el pròleg a una edició catalana de Bartolomé de las Casas (PUV, 2008). Va contribuir també a Notícia nova de Catalunya amb un text sobre Vicens i Soldevila. En els darrers anys va aplegar en un sol volum els seus articles periodístics (El país llamado deseo, Ensiola, 2006) i va publicar dos llibres de narrativa breu, El terme de Manacor (Ensiola, 2007) i Trenc d'alba (La Magrana, 2009), amb un rerefons biogràfic.

## Obres
- Així sia. Elegies irremeiables (1957), llibre de poesia[1]
- Sobre Mayurca (1984)[1]
- La vida (1984), traducció al castellà les memòries de l'artista florentí del s. XVI Benvenuto Cellini[1]
- Les aigües cercades. Els qanat(s) de l'Illa de Mallorca (1986)[1]
- En las afueras del Medievalismo (1988)[1]
- El país llamado deseo, Ensiola Edicions (2006)[7]
- El terme de Manacor, Ensiola Edicions (2007), recull dels articles i cròniques publicats a El País[8]
- Trenc d'alba, La Magrana (2009)[8]
- El cercle de Felanitx, Anagrama (2023)